# Đảng Cộng sản Đan Mạch
Đảng Cộng sản Đan Mạch (tiếng Đan Mạch: Danmarks Kommunistiske Parti, DKP) là một đảng cộng sản ở Đan Mạch. Đảng được thành lập vào ngày 9 tháng 11 năm 1919 với tên Đảng Xã hội cánh tả Đan Mạch (Danmarks Venstresocialistiske Parti) thông qua việc sáp nhập Đoàn Thanh niên Xã hội Chủ nghĩa và Đảng Lao động Xã hội Đan Mạch. Đảng lấy tên hiện tại vào tháng 11 năm 1920, khi gia nhập Quốc tế Cộng sản.